# 沃茲尼奇
51°30′48″N 28°22′50″E / 51.51333°N 28.38056°E
沃茲尼奇（烏克蘭語：Возничі），是烏克蘭北部的村莊，隸屬日托米爾州的科羅斯滕區。該村始建於1771年，面積0.97平方公里，海拔高度159米，2001年人口215。